# Indicatif régional 217

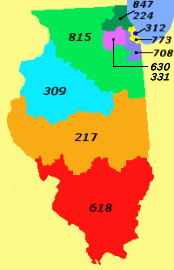
L'indicatif régional 217, en orange.

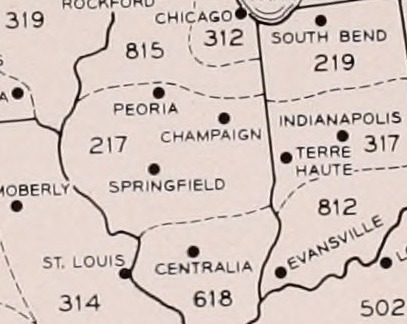
L'indicatif régional 217 de 1951-1957.

L'indicatif régional 217 est l'un des indicatifs téléphoniques régionaux de l'État de l'Illinois aux États-Unis. Cet indicatif couvre une grande partie de l'ouest, du centre et de certaines parties du sud de cet état. Il comprend la capitale de l'Illinois, Springfield, ainsi que Champaign, Urbana, Decatur, Danville, Effingham, Quincy et Rantoul. Le 217 est l'un des 86 indicatifs régionaux d'origine créés en 1947 par la société AT&T.
À l'origine, l'indicatif régional 217 comprenait la majeure partie de la région métropolitaine de Saint-Louis, du côté de l'Illinois, dans la région métropolitaine du Metro East. Toutefois, un léger déplacement des limites en 1951 a déplacé la majeure partie de la partie sud du Metro East à l'indicatif 618, laissant la partie nord au 217. Le seul autre changement important dans les limites du 217 a eu lieu en 1957, lorsque sa partie nord a été combinée avec une partie de l'indicatif régional 815 pour former l'indicatif régional 309.
L'indicatif régional 217 fait partie du Plan de numérotation nord-américain.

## Principales villes desservies par l'indicatif
Cette partie présente la liste de villes et villages inclus dans l'indicatif régional 217:
- Arthur ;
- Athens ;
- Auburn ;
- Augusta ;
- Beardstown ;
- Benld ;
- Casey ;
- Carlinville ;
- Carthage ;
- Chandlerville ;
- Charleston ;
- Chatham ;
- Clinton ;
- Danville ;
- Decatur ;
- Effingham ;
- Forsyth ;
- Georgetown ;
- Gibson City ;
- Gillespie ;
- Girard ;
- Greenup ;
- Greenville ;
- Hamilton ;
- Harvel ;
- Hillsboro ;
- Hoopeston ;
- Illiopolis ;
- Indianola ;
- Jacksonville ;
- Jerome ;
- Leland Grove ;
- Lincoln ;
- Litchfield ;
- Macomb ;
- Macon ;
- Mahomet ;
- Maroa ;
- Marshall ;
- Mattoon ;
- Meredosia  ;
- Monticello ;
- Morrisonville ;
- Mount Auburn ;
- Mount Zion ;
- Nauvoo ;
- New Berlin ;
- Nokomis ;
- Ogden ;
- Palmer ;
- Pana ;
- Paris ;
- Paxton ;
- Petersburg ;
- Pittsfield ;
- Quincy ;
- Rantoul ;
- Raymond ;
- Riverton ;
- Rochester ;
- Rushville ;
- Shelbyville ;
- Southern View ;
- St. Joseph ;
- Strasburg ;
- Sullivan ;
- Thawville ;
- Taylorville ;
- Teutopolis ;
- Toledo ;
- Tolono ;
- Tuscola ;
- Urbana ;
- Virden ;
- Westville ;
- Waggoner ;
- Warrensburg.